# ماريا روزا ألونسو
ماريا روزا ألونسو (بالإسبانية: María Rosa Alonso)‏ هي أكاديمية إسبانية، ولدت في 28 ديسمبر 1909 في تاكورونتي في إسبانيا، وتوفيت في 27 مايو 2011 في بويرتو دي لا كروث في إسبانيا.